# Vriesea rubra
Vriesea rubra là một plant loài thuộc chi Vriesea. Đây là loài bản địa của Bolivia và Venezuela.